# Boris Gersman
Boris Gersman (geb. 8. Mai 1900 in Upyna, Rajongemeinde Šilalė, Litauen; gest. 3. April 1953 in Johannesburg) war ein aus Litauen stammender jüdischer Musiker und Geschäftsmann, der nach Südafrika auswanderte und dort Verleger und Herausgeber der Afrikaner Yidishe Tsaytung wurde.

## Leben
Boris Gersman wurde in Upyna bei Šilalė als ältestes von sechs Kindern von Salman und Fejga geboren. Nachdem der Vater aus wirtschaftlichen Gründen nach Südafrika ausgewandert war und die Familie von dort aus versorgte, zog die Mutter mit den Kindern nach Wilna, wo Boris ein russisches Gymnasium besuchte und später am Konservatorium Geige studierte. Die Familie konnte wegen des Ausbruchs des Ersten Weltkrieges zunächst nicht nach Südafrika folgen. Nach Kriegsende und einem Aufenthalt in Berlin ging Fejga mit den Kindern nach Wien, wo sie Englischunterricht nahmen und Boris weiter Geige lernte. 1920 konnten sie schließlich dem Vater nach Südafrika folgen.
Nach einigen Monaten in Wepener zog Boris Gersman nach Johannesburg. Er arbeitete dort zunächst als Geiger in einem Stummfilm-Orchester. Mit Aufkommen des Tonfilms suchte er nach anderer Betätigung, musizierte jedoch weiter im Johannesburger Symphonieorchester.

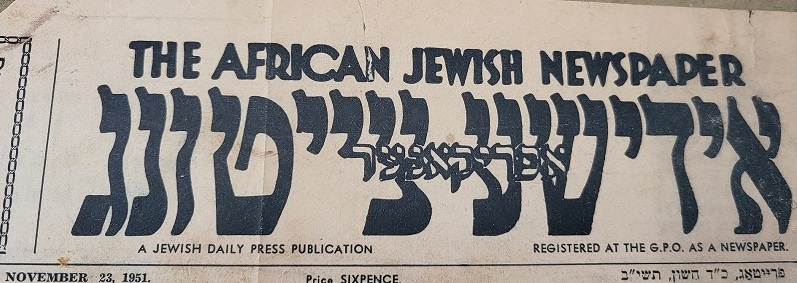
Afrikaner Yiddishe Zeitung

Gersman, dessen Muttersprache Jiddisch war, begann zunächst als Anzeigenvertreter für die Afrikaner Yidishe Tsaytung zu arbeiten. Schließlich übernahm er 1931 die Leitung und Herausgeberschaft der Zeitung von Ben-Zion Almuni, einem ebenfalls aus Wilna stammendem Journalisten.
Gersman heiratete die ebenfalls aus Šilalė in Litauen stammende Fanny Cecilia. Das Paar bekam zwei Töchter. Neben der Zeitung erwarb Gersman eine kleine Druckerei, die den wirtschaftlichen Aufstieg der Familie sicherte.
Die Zeitung führte Gersman mit großem Enthusiasmus und viel Energie. Er konnte die Finanzierung sichern und sie zur wichtigsten jiddischen Zeitung des Landes ausbauen. Zwei weitere jiddische Zeitungen in Südafrika, Der Afrikaner und Der Yiddisher Express, fusionierten mit der Afrikaner Yidishe Tsaytung. Das wöchentlich erscheinende Blatt pflegte einen hohen Standard von Journalismus, Gersman hielt enge Kontakte zu Korrespondenten im Ausland und verwahrte sich gegen Sensationsmeldungen.
Im Juli 1947 fuhr Gersman gemeinsam mit seiner Frau Fanny nach Europa. Mit Genehmigung der amerikanischen Behörden besuchte das Paar verschiedene DP-Lager „im Auftrag des South African Jewish War Appeal, um die Situation bedürftiger Juden auf dem Kontinent zu untersuchen.“ Ein Foto zeugt von der Begegnung mit Elijahu Jones im DP-Camp Schlachtensee. Jones war Herausgeber der jiddischen DP-Zeitung Undser Leben.
Auf der Reise lernte Gersman auch Levi Shalitan (später Shalit) kennen, der in München die bedeutendste jiddische Zeitung nach Kriegsende, Undzer Veg, gegründet hatte. Die beiden vereinbarten, dass Shalits Artikel auch in Gersmans Zeitung erscheinen sollten. Während der Reise und den Besuchen in den DP-Camps erlitt Gersman einen ersten Herzinfarkt.
Zurück in Johannesburg publizierte die Afrikaner Yidishe Tsaytung Shalits Berichte über die Situation der DPs. Shalit wurde bald zum wichtigsten Journalisten für die Zeitung. Die Redaktion wurde von Shmaryahu Levin geführt.
Gersman war neben seiner verlegerischen Tätigkeit ein wichtiger Mäzen und unterstützte sowohl jüdische Künstler in Südafrika wie auch in Europa und Israel. Kulturelle Themen nahmen in der Afrikaner Yidishe Tsaytung einen wichtigen Platz ein und Gersmans Privathaus war Treffpunkt für jüdische Künstler, Literaten und Musiker.
In Johannesburg unterstützte er unter anderem die Künstlerin Irma Stern und den russischen Schauspieler und Regisseur Ossip Runitsch, den er ermutigte, auf jiddischen Bühnen zu spielen. Gersman war auch an dem Versuch beteiligt, eine jiddische Theatergruppe in Südafrika zu gründen.
Boris Gersman starb am 3. April 1953 an einem Herzinfarkt.
Die Zeitung wurde nach Gersmans Tod von Levi Shalit zusammen mit Shmarya Levin weitergeführt. Sie bestand bis 1985.
Gersman bezeichnete sich als zionistischer Sozialist. Zweimal in seinem Leben war er nach Palästina bzw. Israel gereist und die Zeitung war klar prozionistisch eingestellt. Seine Frau und die beiden Töchter wanderten später nach England aus, Tochter Sandra Gersman lebt seit 1977 in Israel.